# Pie-Claude Ngumu
Pie-Claude Ngumu (ou Pie-Claude Ngoumou), né le 12 octobre 1931 et mort le 9 mars 1993 à Yaoundé, est un ethnomusicologue et compositeur camerounais. 

## Biographie
Prêtre catholique, c'est un musicien engagé qui cherche à affirmer l'authenticité de la culture africaine. Il monte notamment un groupe musical Mendzang (de) (une sorte de xylophone traditionnel) pour la Maîtrise des chanteurs à la croix d'ébène de la cathédrale de Yaoundé, où il avait été nommé premier vicaire et maître de chapelle en 1963.
En 1966, sa Messe Ewondo remporte le Grand Prix du Disque lors du premier Festival mondial des arts nègres à Dakar. En 1969, l'évêque auxiliaire d'Alger, Mgr Jacquier, témoigne du succès de la Maîtrise lors du Festival panafricain d'Alger. En 1970, un article du Monde présente la chorale de l'abbé Ngumu comme la plus connue du Cameroun. Deux ans plus tard, le même quotidien français décrit l'engouement suscité par une brochure consacrée à la maîtrise des chanteurs à la Croix d'ébène de Yaoundé : « Enfin, nous pourrons aller au Christ sans masque étranger et sans carcan. Par les trémoussements de nos vieilles et de nos vierges. Par la transe collective qui fait suer les corps et s'élever les âmes. Par le grand cri nègre. »

## Œuvre
- « La Psalmodie Camerounaise », sur Discogs (consulté le 1er septembre 2019).
- « La Messe A Yaoundé », sur Discogs (consulté le 1er septembre 2019).
- « Maitrise Des Chanteurs A La Croix D'Ebene Da Yaounde - Ebony Cross Oratorio / Oratorio à la Croix D'ébène », sur Discogs (consulté le 1er septembre 2019)
- 1971 : Maîtrise des Chanteurs à la Croix d’ Ébène de Yaoundé Victoria: Pressbook.
- 1975 : Les Mendzan des Ewondo, African music society journal, vol.5, no 4, p. 6-26.
- 1976 : Les Mendzan: des Chanteurs de Yaoundé: Histoire, Organologie, Fabrication, Système de Transcription, Acta ethnologica et linguistica no 34
- 1977 : Ein Beitrag zur Religion der ewondo-sprechenden Beti (Kamerun) auf Grund schriftlicher und mündlicher Quellen, Völkerkundliche Veröffentlichungen no 2
- 1985 : Identité culturelle et art musical,  dans L'identité culturelle camerounaise, Ministère de l'information et de la culture,  Direction des Affaires Culturelles, p. 329-388.